# Balão cruzado
 (mai 2023).
Si vous disposez d'ouvrages ou d'articles de référence ou si vous connaissez des sites web de qualité traitant du thème abordé ici, merci de compléter l'article en donnant les références utiles à sa vérifiabilité et en les liant à la section « Notes et références ».
Le balão cruzado ("ballon croisé", en portugais) est une technique de projection en capoeira, proche de la cruzilha et utilisée pour contrer l'armada ou la queixada. Le balão cruzado se différencie de la cruzilha par le fait qu'on attrape la jambe pour la lever afin de faire basculer l'adversaire, qui exécute un salto arrière pour retomber sur les pieds.